# Queen Wilma (Schiff)
Queen Wilma (englisch für „Königin Wilma“) ist der Name eines Fahrgastschiffes, das auf der Saar im Einsatz ist.

## Geschichte
Das Schiff wurde 1936 auf der Schiffswerft Christof Ruthof in Mainz-Kastel gebaut. Seinen ersten Namen, Olympia, erhielt es vermutlich anlässlich der 1936 in Berlin ausgetragenen Olympischen Spiele. 1960 erfolgte ein Umbau auf der Schiffswerft Johann Hupp in Eibelstadt. Das Schiff wurde dort verlängert und verbreitert. Schubert gibt die Maße des Schiffes im Jahr 2000 mit 38,5 Metern Länge, 6,19 Metern Breite und einem Tiefgang von 1,1 Metern an. Das Schiff war zu Schuberts Zeiten mit zwei 180-PS-Motoren ausgestattet und durfte 300 Fahrgäste befördern.
Auszüge aus dem Rheinschiffsregister informieren über die frühe Geschichte der Olympia: 1938 gehörte sie noch August Schrepfer senior aus Mainz-Ginsheim. Die Olympia war damals noch ein Einschraubenschiff mit einer 150-PS-Maschine, einer Länge von 30,82 Metern und einer Breite von 4,76 Metern. Ihr Tiefgang in beladenem Zustand lag bei 1,13 Metern, ihre Tragfähigkeit betrug 32 Tonnen. 1947 erfolgte eine größere Reparatur, 1956 war das Schiff immer noch in Mainz-Ginsheim beheimatet und hatte dieselben Maße wie in der Vorkriegszeit, aber einen Tiefgang von 1,42 Metern. Motorisiert war es immer noch mit einer 150-PS-Maschine von M.W.M. Es gehörte 1956 der Firma Philipp Stieglitz & Sohn. Damals durfte die Olympia 240 Personen befördern. Ansichtskarten zeigen verschiedene Stadien von Umbauten; demnach wurde das Schiff nicht nur 1960 umgestaltet. Außerdem ist den Karten zu entnehmen, dass das Schiff zeitweise Rudolf Krämer in Miltenberg gehörte.
Laut Dieter Schubert war die Olympia bis 1987 in Miltenberg beheimatet. Nach einer 1974 veröffentlichten Liste des Wasser- und Schifffahrtsamtes Würzburg durfte Krämers Olympia damals 450 Fahrgäste befördern. Damit war sie 1974 bei weitem das größte Schiff Krämers: Sein Schiff Schnatterloch durfte 230 Fahrgäste befördern, die Stadt Miltenberg nur 113. Die Roselinde mit einer Kapazität von 600 Personen, die Krämer zeitweise neben der Olympia im Einsatz gehabt haben soll, ist auf dieser Liste nicht aufgeführt. Günter Benja erwähnt die Olympia in seinem angeblich vollständigen Schiffsverzeichnis von 1975 nicht; er scheint in Miltenberg nur das Hennebergersche Schifffahrtsunternehmen zu kennen.
Die Olympia wurde 1987 oder 1988 auf den Namen Stadt Saarburg umgetauft und fuhr fortan von Saarburg aus zunächst für Frankenfeld, ab 1996 für das Familienunternehmen „SPS Saar-Personenschiffahrt GmbH & Co. KG“ Hauck. Zu Schuberts Zeiten betrieb dieses Unternehmen außerdem noch das Schiff Stadt Merzig.
Im Jahr 2015 wurde aus der Stadt Saarburg die Queen Wilma. Theodor Dohr aus Saarlouis, Inhaber des Unternehmens „Saarschifffahrt Dohr“, ließ das Schiff am 9. August 2015 nach seiner Mutter Wilma taufen. Damals fuhr auch noch die 1928 gebaute  River Lady für diesen Betrieb.
Im Binnenschifferforum werden, in Anlehnung an die Aufschriften auf dem Schiff, für die Queen Wilma etwas andere Maße angegeben als bei Dieter Schubert. Laut dieser Quelle ist das Schiff nur 37,7 Meter lang und 6,21 Meter breit und darf noch 250 Personen befördern. Motorisiert ist es mittlerweile mit zwei Iveco-Maschinen mit jeweils 220 PS.